# Retirolândia
Retirolândia är en kommun i Brasilien.   Den ligger i delstaten Bahia, i den östra delen av landet, 1 000 km nordost om huvudstaden Brasília. Antalet invånare är 12 059.
Omgivningarna runt Retirolândia är huvudsakligen savann. Runt Retirolândia är det ganska tätbefolkat, med 78 invånare per kvadratkilometer.